# Parc national du Mont Pascoal
Le Parc national du Mont Pascoal (en portugais : Parque Nacional e Historico do Monte Pascoal) est un parc national de l'État de Bahia, au Brésil.

## Emplacement
Le parc national et historique se trouve dans le biome de la forêt atlantique. Il couvre une superficie de 22 332 hectares, dont 8 627 hectares chevauchent les terres indigènes de Barra Velha. Il a été créé par le décret du 29 novembre 1961, et est administré par l'Institut Chico Mendes pour la conservation de la biodiversité. Il fait désormais partie du corridor écologique de la forêt atlantique centrale, créé en 2002. La réserve couvre des parties des municipalités de Porto Seguro et Prado.
Il fait partie des réserves forestières atlantiques de la Côte de la Découverte, un groupe de huit zones protégées abritant 112 000 hectares du biome de la forêt atlantique, qui a été désigné comme site du patrimoine mondial. Le parc contient et tire son nom du Mont Pascoal, la première terre vue en 1500 par l'explorateur portugais Pedro Álvares Cabral.

## Conservation
Le parc est classé comme zone protégée de catégorie II de l'UICN (parc national). Son objectif est de préserver les écosystèmes naturels d'une grande importance écologique et d'une grande beauté paysagère, de permettre la recherche scientifique, l'éducation environnementale, les loisirs de plein air et l'écotourisme.
Les oiseaux protégés dans la réserve comprennent l'amazone à sourcils rouges (Amazona rhodocorytha), la buse à cou blanc (Buteogallus lacernulatus), le pic annelé (Celeus torquatus), le cotinga à tête noire (Carpornis melanocephala), le hocco à bec rouge (Crax blumenbachii), le cotinga maculé (Cotinga maculata), le myrmidon à flancs blancs (Myrmotherula urosticta) et le conure tiriba (Pyrrhura cruentata). D'autres espèces protégées comprennent le jaguar (Panthera onca), le puma (Puma concolor), le tatou géant (Priodontes maximus), le poisson Mimagoniates sylvicola et la fourmi Dinoponera lucida.